# 希爾頓灣
71°57′S 61°20′W / 71.950°S 61.333°W
希爾頓灣（英語：Hilton Inlet），是南極洲的海灣，位於帕爾默地，處於達靈頓角和諾爾斯角之間，寬22公里，在1940年由美國研究隊發現，現時由南極條約體系管理。